# .bd
bd. دامنه اینترنتی بنگلادش است.